# Kawi (berg)
Kawi (Indonesisch: Gunung Kawi) is een stratovulkaan op het Indonesische eiland Java in de provincie Oost-Java. De berg ligt ten noordwesten van de berg Butak, ten oosten van de berg Kelud en ten zuiden van de bergen Ardjoeno en Welirang. De Kawi is een van de bergen rondom de Vallei van Malang.
Bij de Nederlandse marine heeft een schip gediend dat is vernoemd naar deze berg, Hr. Ms. Kawi.